# Поздравление

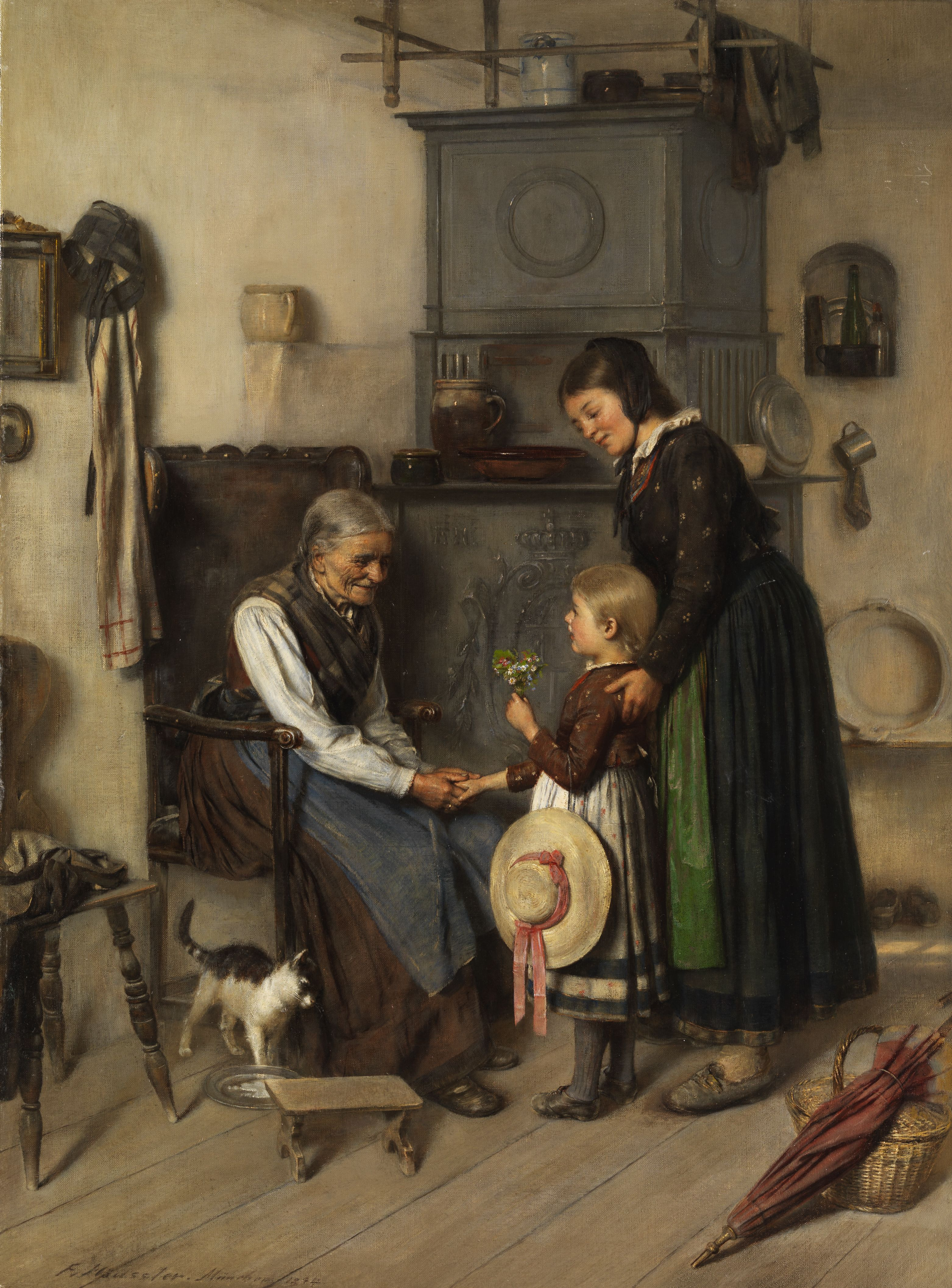
Франц Гойслер. Маленькая поздравительница. 1874

Поздравле́ние — экспрессивный речевой акт, жанр эпидейктической речи, вежливое выражение собственной радости и симпатии к адресату по поводу радостного для адресата события («С днём рождения!»). Цель поздравления — вызвать у адресата положительный эмоциональный отклик для поддержания нужной тональности в отношениях. Как и другие типизированные акты, поздравление связано с общепринятыми нормами поведения и имеет устойчивые способы выражения. Успешное поздравление отличается от комплимента тем, что описывает реальное положение дел или событие, благоприятное для адресата и искренностью (когда социальные нормы оценивают событие как положительное как для адресата, так и для говорящего).
Поводом для поздравления обычно служат:
- «веха» в жизни: день рождения (особенно наступление совершеннолетия или «круглая» дата), семейный праздник (например, помолвка);
- выдающийся успех адресата (например, спортивная победа);
- везение — благоприятное событие, не потребовавшее усилий со стороны адресата.

## Пожелание
Поздравление обычно сопровождается близким речевым актом, пожеланием. В отличие от поздравления, декларирующего наступление праздника и совместную радость, пожелание описывает настоящее или будущее (например, пожелание любви и удачи) и выражает благожелательность. Пожелание обычно следует за поздравлением, например «Поздравляю с годовщиной свадьбы! Желаю счастливой семейной жизни!».

## В культуре
В каждой культуре нормы общения предписывают ситуации и формы, в которых принято выражать поздравления; при отступлении от этих норм (например, при отсутствии ожидаемого поздравления) человек почувствует себя обиженным.
В русской культуре общения ценится неформальность, потому поздравления и пожелания зачастую являются длинными высказываниями личного характера; a в культурах, ценящих формальную вежливость (например, немецкой) для поздравлений используется короткое нейтральное клише.
Важность конкретных поводов для поздравления также варьируется:
- поздравление с Рождеством важно для американца (и русского), его отсутствие также крайне удивит немца;
- поздравление с днём рождения ожидается немцем, очень важно для русского, американец будет ожидать его лишь от семьи и очень близких друзей;
- личный успех всегда предполагает поздравление; его отсутствие воспринимается не просто как невежливость, но как признак неприязни.